# Kommunistische Swerdlow-Universität
Die Kommunistische Swerdlow-Universität (russisch Коммунистический университет имени Я. М. Свердлова) war eine sowjetische Universität in Moskau.
Sie wurde 1918 gegründet und 1937 aufgelöst. Die Universität war nach Jakow Michailowitsch Swerdlow benannt, dem Staatsoberhaupt Sowjetrusslands von 1917 bis 1919.